# Jeff Devlin
Pour les articles homonymes, voir Devlin.
Jeffrey James Devlin, né en juillet 1964 à West Chester en Pennsylvanie aux États-Unis, est un triathlète professionnel américain, double champion des États-Unis en 1995 et 1996.

## Biographie

### Jeunesse
Jeff Devlin pratique beaucoup de sports dans sa jeunesse comme le baseball, le football américain, le soccer, le ski et le surf. Le cyclisme et la natation arrive à l'université avant son premier triathlon, qui est sur format longue distance. Le Pennsylvanien étudie l'informatique à l'Université du Massachusetts.

### Carrière en triathlon
Jeff Devlin remporte le St. Croix Triathlon en 1992, le Wilkes-Barre Triathlon en 1995 et le Chesapeake Triathlon en 1998. Il est trois fois champion des États-Unis de duathlon (1988, 1989 et 1991) et deux fois champion des États-Unis de triathlon (1995 et 1996). Il finit deux fois sur le podium du Powerman Duathlon et cinq fois dans le « Top 10 »  des championnats du monde d'Ironman à Kailua-Kona dans l'État d'Hawaï, dont deux fois troisième (1991 et 1994). Il est dans les triathlètes de l’équipe des Foxcatchers avec les autres grands noms pennsylvaniens du début des années 90 ; Ken Glah, Steve Fitch, Brooks Clark, Freddy Kleven, Joy Hansen et Jan Wanklyn.

### Vie privée
Jeff est coach sportif basé à Downingtown en Pennsylvanie. Avec sa femme Maureen, ils ont deux enfants, un garçon né en 1994 et une fille née en 1998.

## Palmarès
Le tableau présente les résultats les plus significatifs (podium) obtenus sur le circuit national et international de duathlon et de triathlon depuis 1988,.
| Année | Compétition                                     | Pays       | Position           | Temps           |
| ----- | ----------------------------------------------- | ---------- | ------------------ | --------------- |
| 1998  | Coupe du monde de duathlon - l'étape d'Irondale | États-Unis | Médaille de bronze | 2 h 40 min 56 s |
| 1998  | Chesapeake Triathlon                            | États-Unis | Médaille d'or      | 2 h 2 min 19 s  |
| 1996  | Championnat des États-Unis                      | États-Unis | Médaille d'or      | Timing          |
| 1995  | Championnat des États-Unis                      | États-Unis | Médaille d'or      | Timing          |
| 1995  | Wilkes-Barre Triathlon                          | États-Unis | Médaille d'or      | 1 h 55 min 50 s |
| 1994  | Ironman - Championnat du monde à Kailua-Kona    | États-Unis | Médaille de bronze | 8 h 31 min 56 s |
| 1994  | Powerman Duathlon                               | Suisse     | Médaille d'argent  | 6 h 28 min 51 s |
| 1992  | St. Croix Triathlon                             | États-Unis | Médaille d'or      | Timing          |
| 1991  | Ironman - Championnat du monde à Kailua-Kona    | États-Unis | Médaille de bronze | 8 h 27 min 55 s |
| 1991  | Championnats du monde de duathlon               | États-Unis | Médaille d'argent  | 2 h 52 min 39 s |
| 1991  | Powerman Duathlon                               | Suisse     | Médaille de bronze | 6 h 30 min 51 s |
| 1991  | Championnats des États-Unis de duathlon         | États-Unis | Médaille d'or      | Timing          |
| 1989  | Championnats des États-Unis de duathlon         | États-Unis | Médaille d'or      | Timing          |
| 1988  | Championnats des États-Unis de duathlon         | États-Unis | Médaille d'or      | Timing          |